# Alan Kennedy
Alan Kennedy (nascido em 31 de agosto de 1954) é um ex-jogador profissional de futebol inglês que jogou a maior parte de sua carreira como lateral-esquerdo do Newcastle United e depois do Liverpool. Kennedy atuou na Inglaterra, Dinamarca, Bélgica e País de Gales, fazendo mais de 500 jogos em uma carreira que durou 22 anos. Ele também representou a Seleção Inglesa em nível internacional sênior.
Ele é o tio do atual jogador profissional de futebol, Tom Kennedy.

## Carreira
Nascido em Sunderland, Kennedy iniciou sua carreira profissional aos 18 anos de idade no Newcastle United. Ele jogou lá por cinco anos e era um membro da equipe que perdeu a final da Copa da Liga de 1974 para o Liverpool. Em 1978, ele foi vendido ao Liverpool por 330.000 libras, na época uma quantia recorde para um britânico.
Kennedy marcou na final da Copa da Liga de 1981 contra o West Ham, que terminou em 1 a 1 e foi vencida pelo Liverpool no replay. Ele marcou o gol de empate aos 15 minutos na final da Copa da Liga de 1983, contra o Manchester United, uma partida que o Liverpool venceu na prorrogação. Kennedy estava em outros dois times vencedores da Copa da Liga com o Liverpool, em 1982 (contra o Tottenham Hotspurs) e 1984 (contra o Everton).
Na Final da Taça dos Clubes Campeões Europeus de 1980-81 contra o Real Madrid, Kennedy marcou o único gol da partida no final do segundo tempo. A Final da Taça dos Clubes Campeões Europeus de 1983-84 entre o Liverpool e a Roma foi empatada em 1-1, então o vencedor foi determinado por pênaltis. Kennedy marcou a penalidade decisiva (a quinta cobrança da equipe) que garantiu a vitória do Liverpool.
Kennedy foi um jogador titular nas equipes do Liverpool que ganharam cinco títulos da Primeira Divisão em: 1978-79, 1979-80, 1981-82, 1982-83 e 1983-84.
Ele também jogou duas partidas pela Seleção Inglesa em 1984.

## Títulos
Newcastle United
- Texaco Cup: 1974/75

Liverpool
- Primeira Divisão (5): 1978-79, 1979-80, 1981-82, 1982-83, 1983-84
- Copa Da Liga (4): 1981, 1982, 1983, 1984
- Supercopa da Inglaterra (3): 1979, 1980, 1982
- Liga dos Campeões (2): 1981, 1984